# The Midnight Message (film 1913)
The Midnight Message è un cortometraggio muto del 1913 diretto da Kenean Buel. Il film fu prodotto dalla Kalem Company. Interpretato da Alice Joyce e da Tom Moore, venne distribuito nelle sale dalla General Film Company il 24 settembre 1913.

## Trama
Thomas Douglas, un ricco vedovo, si sposa in seconde nozze con Sybil, una donna molto più giovane di lui. Quando suo figlio Harold conosce la matrigna, sembra andare molto d'accordo con lei. All'inizio Thomas è compiaciuto, poi comincia a sospettare che i due possano tradirlo. Cercando di coglierli in fallo, finge di partire e li lascia soli. Quando ritorna di sorpresa, li trova infatti in una situazione compromettente. Scoprirà però che li sta accusando senza motivo: suo figlio, infatti, è corso in camera di Sibyl solo per soccorrerla dopo che la donna è stata aggredita dal maggiordomo durante un tentativo di furto.

## Produzione
Il film fu prodotto dalla Kalem Company.

## Distribuzione
Il cortometraggio in due bobine venne distribuito nelle sale USA dalla General Film Company il 24 settembre 1913.